# Azúcar Moreno
Azúcar Moreno (výslovnost [aˈθukar moˈɾeno], doslova hnědý cukr) je španělské pěvecké duo, jehož tvorba spojuje folklór s moderní pop music. Tvoří je sestry Antonia (Toñi, * 1961) a Encarnación (Encarna, * 1963) Salazarovy, pocházející z početné romské muzikantské rodiny z Badajozu. Začínaly jako vokalistky ve skupině svých bratrů Los Chinguitos, samostatně vystupují od roku 1983 a o rok později vydaly debutové album Con la Miel en los Labios. V roce 1990 reprezentovaly Španělsko na Eurovision Song Contest v Záhřebu s elektronickým flamencem „Bandido“ a skončily na pátém místě. Skladba později získala platinovou desku. Píseň „El Amor“ byl použita v hollywoodském filmu Specialista (1994). Dvojice v roce 2007 ukončila koncertní činnost, protože se Encarna musela podrobit chemoterapii, od roku 2013 sestry opět vystupují.

## Diskografie
- 1984 : Con la miel en los labios
- 1986 : Estimúlame
- 1988 : Carne de melocotón
- 1990 : Bandido
- 1991 : Mambo
- 1992 : Ojos negros
- 1994 : El amor
- 1996 : Esclava de tu piel
- 1997 : Mucho Azúcar, Grandes éxitos
- 1998 : Olé
- 2000 : Amén
- 2002 : Únicas
- 2003 : Desde el principio
- 2006 : Bailando con Lola